# باگرات ملکومیان
عالی جناب کشیش اعظم باگرات ملکومیان (Բագրատ Մելքոնյան (Տէր Բագրատ ավագ քահանա Մելքոնեանն) (انگلیسی: Bagrad Melkomian) روحانی ارشد که سمت نایب خلیفه‌گری ارمنیان آذربایجان ایران را برعهده داشت.

## زندگی‌نامه
وی در ۲۶ سپتامبر ۱۹۳۵ در شهر حلب سوریه به دنیا آمد. تحصیلات ابتدایی و متوسطه را در زادگاه خود به پایان رساند و در سال ۱۹۶۲ (۱۳۴۱) برای تحصیلات روحانی وارد سریر مقدس کیلیکیه شد و در ۳۱ مه ۱۹۶۴ (۱۳۴۳) از سوی جاثلیق گارگین دوم به سمت روحانی برگزیده و به منظور خدمت به ارامنهٔ تبریز به این منطقه اعزام شد.
کشیش ملکومیان در سال‌های ۷۲–۱۹۶۸ (۱۳۵۱–۱۳۴۷) از سوی مجمع عالی ارامنهٔ آذربایجان به عنوان نائب خلیفه انتخاب و بار دیگر در فوریه ۱۹۷۹ (۱۳۵۸) به این سمت برگزیده شد و تا پایان عمر در این مقام به خدمت پرداخت.
وی از سوی رهبر مذهبی ارامنهٔ جهان جاثلیق وازگن اول به عنوان «روحانی شجاع آذربایجان» لقب گرفت.
کشیش اعظم باگرات ملکومیان همیشه مورد احترام ارامنهٔ آذربایجان قرار داشته و از او به نیکی یاد شده است وی در ایام انقلاب کار سازماندهی حفاظت از مناطق ارمنی‌نشین را با سلاح‌هایی که از نیروهای انقلاب تحویل گرفته بود به خوبی انجام داد.
کشیش ملکومیان در ۱۸ مه ۱۹۹۱ (۲۹ اردیبهشت ۱۳۷۰) در اثر سکته قلبی در شهر تبریز درگذشت.